# 형광

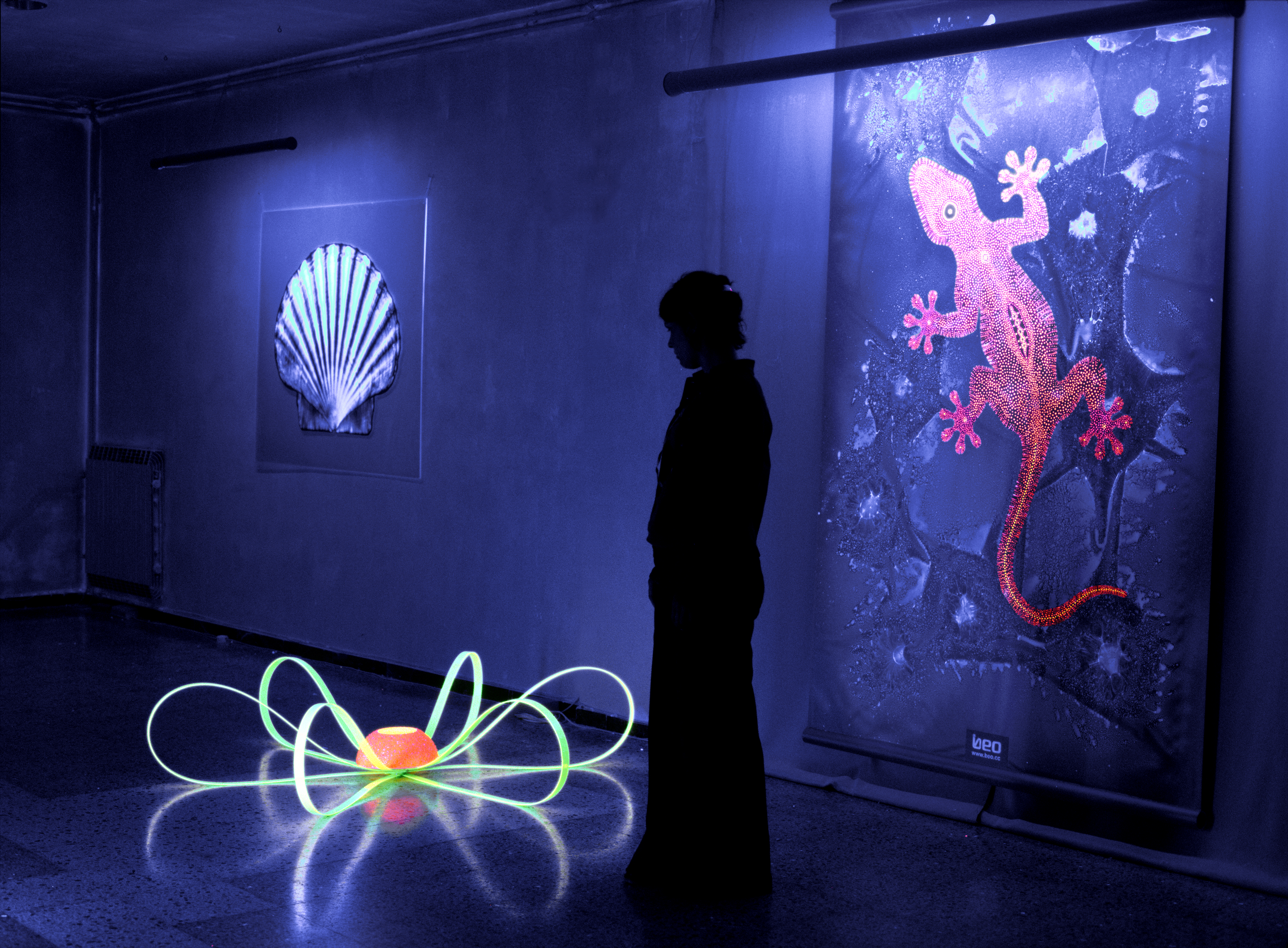
UV 튜브를 통한 형광 페인트. Beo Beyond의 작품.

형광(螢光, 영어: fluorescence)은 파장의 빛을 흡수하는 물질의 성질을 말한다. 어느 물질을 투사했을 때 투사광선과는 전혀 다른 고유한 빛깔의 광선을 방사한다. 이러한 형광적인 성질을 사용한 물질은 형광체 또는 형광물질이라고 부르며 그에 따른 색은 형광색이라고 한다.
광물학, 보석학, 의학, 화학 센서, 형광 레이블, 염료, 생물학 탐지기, 우주선 탐지 등 수많은 분야에서 사용되고 있다. 형광등, 형광봉, 형광펜, 형광현미경 등 다양한 곳에 이러한 성질을 사용한다. 가장 일반적인 부문으로는 에너지 절약 형광등과 LED 조명이며 형광 코팅을 사용하여 단파장 UV광이나 블루라이트를 더 긴 파장의 노란 빛으로 변환하여 에너지 비효율적인 백열등의 따뜻한 온도색을 모방하기 위해 사용된다. 형광은 일부 광물과 동물에서 자연적으로 발생되기도 한다.

## 형광체
시계의 문자판에는 흔히 야광도료가 칠해져 있어 빛이 없을 때에도 청백색으로 빛나므로 이 덕분에 우리는 한밤중에도 시각을 알 수 있다. 이러한 것들은 보통의 물질이 어느 파장의 빛을 흡수하거나 반사하여 그에 대응한 색을 내는 것과는 달리 빛을 받아들임으로써 그 빛과는 파장이 다른 새로운 빛을 내는 물질이다. 그러나 이 경우, 고온의 물체가 빛을 낼 때와 같은 발열은 수반하지 않는다. 이와 같은 성질을 가진 물질을 형광물질 혹은 형광체라고 하고, 형광체가 내는 빛을 형광이라고 한다.  무기형광체(無機螢光體)에는 산화우라늄을 함유한 카나리유리·납유리를 비롯하여 시안화백금이나 알칼리토류 금속의 황화물 등 매우 많은 것이 알려져 있다. 유기형광체(有機螢光體)에도 많은 것이 있는데, 석유를 비롯한 플루오레세인·에오진·에스크린·키닌염류의 수용액 등은 옛날부터 알려진 것들이다. 이 밖에도 최근에는 많은 것이 합성되어 도료나 염료로도 사용되고 있다. 또 생물체 내에 존재하여 생물발광의 원인이 되는 물질도 형광물질이라고 할 수 있다. 유기형광체는 일반적으로 분자 내에 원자단을 함유한 거대한 분자가 형광을 낸다. 이러한 원자단을 '형광단(螢光團)'이라고 부른다.

## 역사
형광의 초기 발견은 우리기 내에서 1560년 베르나르디노 데 사하군, 그리고 1565년 니콜라스 모나르데에 의해 기술되었다.  이는 2개의 나무종 인도자단(Pterocarpus indicus)과 Eysenhardtia polystachya의 나무에서 비롯되었다. 이 형광을 책임지는 화합물은 매틀라라인(matlaline)으로, 이 나무에서 발견된 플라보노이드 가운데 하나의 산화물이다.

## 관련 법칙
- 카샤의 법칙(Kasha's rule)
- 경상의 법칙(Mirror image rule)
- 스토크스 이동(Stokes shift)

## 같이 보기
- 형광 상관 분광학
- 형광등
- 유기 발광 다이오드
- 인광
- 분광학

## 참고 문헌
- 이 문서에는 다음커뮤니케이션(현 카카오)에서 GFDL 또는 CC-SA 라이선스로 배포한 글로벌 세계대백과사전의 내용을 기초로 작성된 글이 포함되어 있습니다.